# Platamon
Platamon (en grec moderne : Πλαταμώνας), ou Platamónas, est une petite ville de Grèce située au pied du Mont Olympe, sur les côtes de la préfecture de Piérie, en Macédoine-Centrale. Sa population est d'environ 1500 habitants.
Platamon est une destination touristique importante dont la principale attraction, outre les plages, est la forteresse construite par les Croisés dans le premier quart du XIIIe siècle. On a également découvert dans la région des sites d'occupation datant d'environ 1500 av. J.C., ainsi qu'une nécropole byzantine.

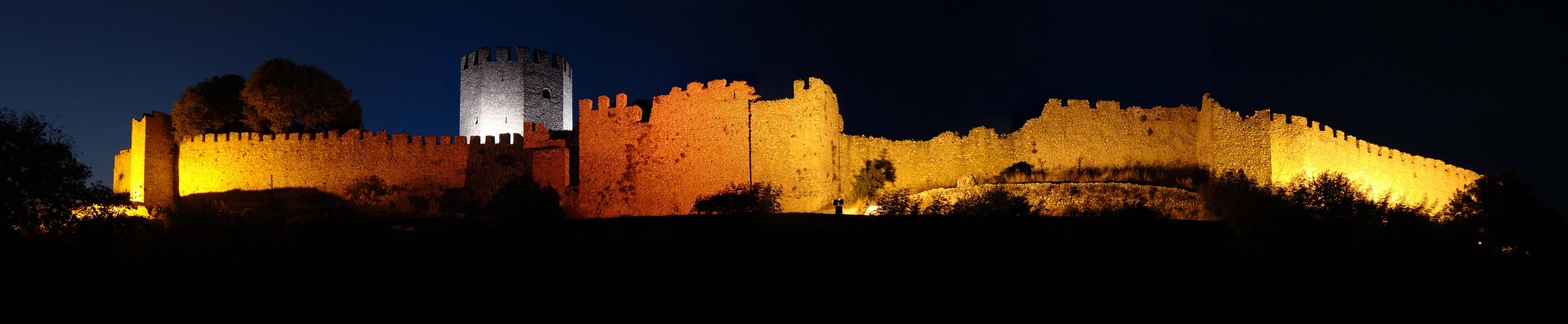
Château de Platamon.

## Vestiges historiques
Dans la région de Platamon dite 
« Fontaine d'Artémis », des fouilles archéologiques ont mis au jour, sur un site d'occupation humaine datant du milieu du second millénaire av. J.-C., deux bâtiments de grandes dimensions à voûte d'ogive ainsi qu'un important cimetière dont les tombes parallélépipédiques contiennent un riche matériel d'offrandes funéraires.